# Agnieszka Kobus
Agnieszka Kobus-Zawojska (Varsovia, 28 de agosto de 1990) es una deportista polaca que compite en remo.
Participó en dos Juegos Olímpicos de Verano, obteniendo dos medallas en la prueba de cuatro scull, bronce en Río de Janeiro 2016 y plata en Tokio 2020.
Ganó tres medallas en el Campeonato Mundial de Remo entre los años 2017 y 2019, y seis medallas en el Campeonato Europeo de Remo entre los años 2011 y 2020.

## Palmarés internacional
| Juegos Olímpicos   | Juegos Olímpicos          | Juegos Olímpicos  | Juegos Olímpicos |
| Año                | Lugar                     | Medalla           | Prueba           |
| ------------------ | ------------------------- | ----------------- | ---------------- |
| 2016               | Río de Janeiro (Brasil)   | Medalla de bronce | Cuatro scull     |
| 2020               | Tokio (Japón)             | Medalla de plata  | Cuatro scull     |
| Campeonato Mundial |                           |                   |                  |
| Año                | Lugar                     | Medalla           | Prueba           |
| 2017               | Sarasota (Estados Unidos) | Medalla de plata  | Cuatro scull     |
| 2018               | Plovdiv (Bulgaria)        | Medalla de oro    | Cuatro scull     |
| 2019               | Ottensheim (Austria)      | Medalla de plata  | Cuatro scull     |
| Campeonato Europeo |                           |                   |                  |
| Año                | Lugar                     | Medalla           | Prueba           |
| 2011               | Plovdiv (Bulgaria)        | Medalla de plata  | Cuatro scull     |
| 2014               | Belgrado (Serbia)         | Medalla de bronce | Cuatro scull     |
| 2015               | Poznań (Polonia)          | Medalla de bronce | Cuatro scull     |
| 2016               | Brandeburgo (Alemania)    | Medalla de plata  | Cuatro scull     |
| 2018               | Glasgow (Reino Unido)     | Medalla de oro    | Cuatro scull     |
| 2020               | Poznań (Polonia)          | Medalla de bronce | Cuatro scull     |